# Bandeira da Organização do Tratado do Atlântico Norte

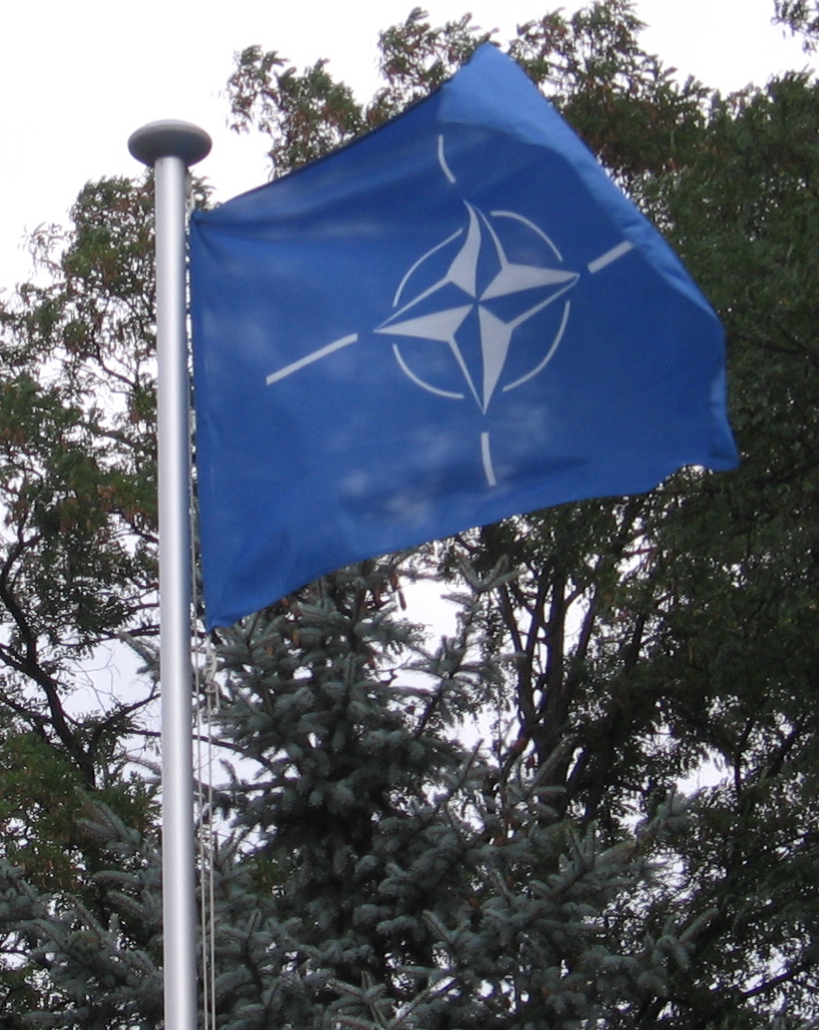
Bandeira da Organização do Tratado do Atlântico Norte hasteada.

A bandeira da Organização do Tratado do Atlântico Norte (NATO) é azul escura com uma rosa-dos-ventos, da qual irradiam quatro linhas brancas. Foi aprovada a 14 de outubro de 1953.

## História
A primeira bandeira usada pela NATO foi apresentada a 5 de outubro de 1951 pelo general Dwight Eisenhower, que ajudou a projetá-la. A bandeira de 1951 consistia num campo verde com o brasão de armas do Quartel-general Supremo das Potências Aliadas na Europa (SHAPE), que ainda usa a bandeira. 

Quartel-general Supremo das Potências Aliadas na Europa, usados pela NATO de 1951 a 1953.

A NATO quiz um emblema próprio para se diferenciar do SHAPE, uma tarefa tratada pelo recém-formado Grupo de Trabalho de Políticas de Informação. Após várias discussões, concluiu que era necessária uma bandeira para a organização que contivesse o seu emblema, recomendação feita ao Conselho do Atlântico Norte.

## Bandeira
As seguintes dimensões usadas na bandeira:
- Comprimento: 400 (em unidades)
- Largura: 300
- Estrela: 150
- Diâmetro do círculo por trás da estrela: 115
- Espaço entre a estrela e da linha branca: 10
- Espaço entre a borda da bandeira com as linhas brancas: 30